# جاكلين هاوكس
جاكلين هاوكس (بالإنجليزية: Jaclyn Hawkes) هي لاعبة الاسكواش نيوزيلندية، ولدت في 3 ديسمبر 1982 في هونغ كونغ في الصين.

## وصلات خارجية
- جاكلين هاوكس على موقع SquashInfo.com (الإنجليزية)
- جاكلين هاوكس على موقع اتحاد ألعاب الكومنولث (مؤرشف) (الإنجليزية)